# Liabellum
Liabellum es un género monotípico de plantas fanerógamas perteneciente a la familia de las asteráceas. Su única especie: Liabellum hintoniorum, Es originario de México.

## Taxonomía
Liabellum hintoniorum fue descrita por (B.L.Turner) H.Rob. y publicado en Phytologia 69(2): 57–60. 1990.
Sinonimia
- Liabum hintoniorum (B.L.Turner) H.Rob.
- Sinclairia hintoniorum B.L.Turner[3]